# Miss Bielorussia

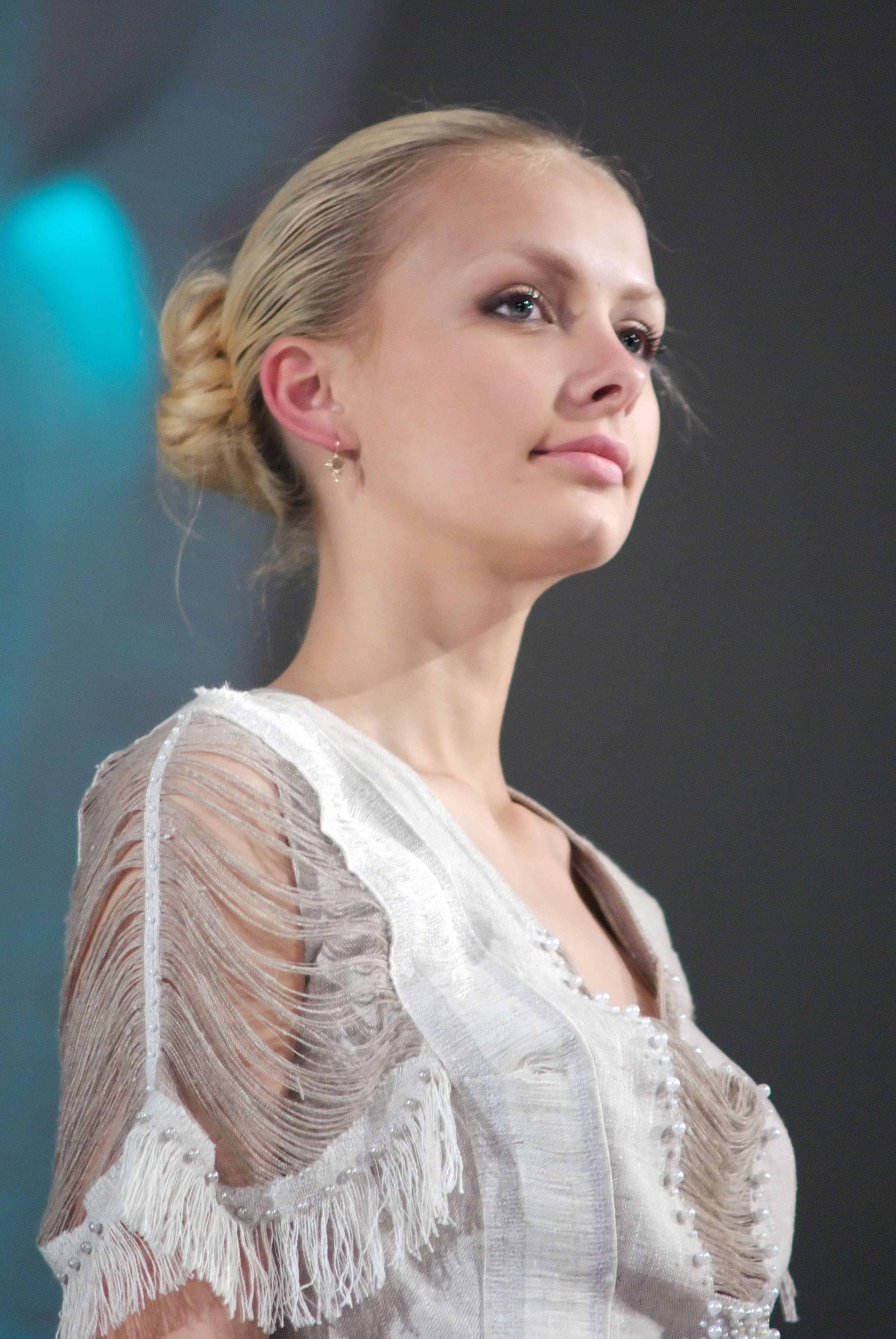
Vol'ha Chižynkava, Miss Bielorussia 2008.

Miss Bielorussia (Міс Беларусь) è un concorso di bellezza femminile che dal 1998 si tiene ogni due anni in Bielorussia. La vincitrice rappresenta la Bielorussia a Miss Mondo, ed ottiene come premio una corona realizzata con cento grammi di oro bianco e cinquecento pietre preziose.

## Albo d'oro
| Edizione | Anno | Vincitrice            | Paese   |
| -------- | ---- | --------------------- | ------- |
| 1ª       | 1998 | S'vjatlana Kruk       | Hrodna  |
| 2ª       | 2000 | Hanna St'ičjnskaja    | Mahilëŭ |
| 3ª       | 2002 | Vol'ha Neudach        | Brėst   |
| 4ª       | 2004 | Vol'ha Antropava      | Vicebsk |
| 5ª       | 2006 | Kacjar'ina Lic'vinava | Mahilëŭ |
| 6ª       | 2008 | Vol'ha Chižynkava     | Vicebsk |
| 7ª       | 2010 | Ljudmila Jakimovič    | Hrodna  |
| 8ª       | 2012 | Julija Skalkovič      | Brėst   |
| 9ª       | 2014 | Viktoria Mihanovich   | Minsk   |
| 10ª      | 2016 | Polina Borodacheva    | Minsk   |
| 11ª      | 2018 | Maryja Wasilewicz     | Minsk   |
| 12ª      | 2019 | Anastasia Laurynchuk  | Minsk   |